# 紫兒·高爾
紫兒·高爾（英語：Jade Cole，1979年6月25日—），美國時裝模特兒。她是全美超級模特兒新秀大賽第六季的一名參賽者。她來自美國費城，現在居住在美國紐約市。

## 早年生平
紫兒有多種族的血統，她的母親是美國白人，父親是美國黑人和印第安人混血。紫兒和其他參賽者不同的是，她之前已有模特兒的經驗。她在Jay-Z的音樂錄影帶Change Clothes中出現，而且和超模大賽第二季的金美·麥當勞在Biggy Spring 2005時裝秀中出現。

## 超模大賽
在超模大賽中，紫兒的自大性格令她臭名昭著，而且評審和其他參賽者都指出她傲慢虛偽。在節目開頭，她批評韓國人參賽者崔真娜，紫兒認為她沒有自信，不能成為模特兒。比賽期間她也因為自信過高、態度不佳等理由在包尾二人了五次之多。最後進入三強之戰被淘汰。
值得一提的是，紫兒在比賽期間也做了不少令人發笑的事情，例如和花朗達爭執、說唱挑戰、封面女郎廣告和自創字典等。

## 模特兒事業
比賽過後，紫兒簽了幾間模特兒公司，包括UBER-WARNING MODELS(洛杉磯)、DIVA MODELS(新加坡)、DREAM MODELS(香港)、VMH MODELS(溫哥華)和SMG MANAGEMENT(西雅圖)。她將到香港發展模特兒事業，而且和超模大賽第一季的伊麗絲·史威爾同公司。

## 站外連結
- 紫兒的Myspace （页面存档备份，存于）